# 约纳·亚基尔
约纳·埃马努伊洛维奇·亚基尔（俄语：Ио́на Эммануи́лович Яки́р，1896年8月15日—1937年6月12日）是一名苏联红军指挥官，两次世界大战期间重要的军事改革家。
早年留学瑞士巴塞尔大学，学习化学，曾参与俄国内战，与罗马尼亚军队作战，失败后撤回乌克兰指挥红军中国人军团与奥匈帝国军队作战，参与迫害哥萨克人的行动、乌克兰-苏维埃战争、镇压乌克兰无政府主义者的行动和苏波战争。战后与图哈切夫斯基参与军事改革，在担任基辅军区司令员期间开展广泛的军事现代化改革，注重发挥指挥官的主动性，1928年至1929年在柏林高等军学校学习并在该校进行演讲授课，曾受到保罗·冯·兴登堡元帅的高度评价。回国后建立了世界上最早的装甲部队之一。由于与图哈切夫斯基关系亲密遭斯大林排挤，大清洗期间多次破例前往莫斯科为受牵连者求情，1937年受图哈切夫斯基案件牵连被捕，在遭受酷刑后被行刑员瓦西里·布洛欣处决。

## 家庭
- 儿子：彼得·约诺维奇·亚基尔，历史学家、持不同政见者